# Katavi (region)
Katavi – region (mkoa) w Tanzanii.
Utworzony został 2 marca 2012 roku.
W 2002 roku zamieszkiwało ten teren 408 609 osób. W 2012 ludność wynosiła 564 604 osób, w tym 279 682 mężczyzn i 284 922 kobiet, zamieszkałych w 101 224 gospodarstwach domowych.
Region podzielony jest na 3 jednostek administracyjnych drugiego rzędu (dystryktów):
- Mpanda Town Council
- Mpanda District Council
- Mlele District Council